# Kalabo
Kalabo  este un oraș în Provinciei de Vest din Zambia. Localitatea, este situată pe râul Luanginga, la o distanță de 70 km de granița cu Angola. Kalabo constituie un punct de plecare spre Parcul Național Liuva Plain